# Jean-Baptiste Tati Loutard
Jean-Baptiste Tati Loutard (Pointe-Noire, 15 de desembre de 1938 – 4 de juliol de 2009) va ser un poeta i polític congolès. Després d'haver estat Ministre d'Educació Superior i Ministre d'Arts i Cultura, va ser Ministre d'Hidrocarburs del govern de Congo-Brazzaville entre 1997 i 2009; també va ser el fundador i president del Moviment d'Acció per la Renovació (MAR), un partit polític. A part de la política, Tati Loutard va publicar nombrosos llibres de la seva pròpia poesia i literatura en general.

## Biografia
Tati Loutard va néixer el 1938 a Pointe-Noire i va estudiar al Liceu Chaminade i als Marianistes de Brazzaville la capital del Congo. Es va llicenciar en literatura moderna el 1964 i en italià el 1964 a la Universitat de Bordeus. Tati Loutard retornà a Brazzaville el 1966 per donar classes al Centre d'enseignement supérieur. Va publicar Poèmes de la Mer el 1968 i continuà publicant regularment. La seva carrera com a mestre va progressar i fou nomenat director de l'Escola d'Humanitats i al Centre d'Ensenyament Superior a Brazzaville.

### Carrera política
Tati Loutard es va unir al moviment cultural congolès i es va convertir en ministre d'Educació Superior el 1975; Fou posteriorment ministre de Cultura i Arts de 1977 a 1991. Va participar en la Conferència Nacional de febrer de 1991 com a representant del govern i fou inclòs en el comitè de redacció de normes internes de la Conferència Nacional. Després d'un període ensenyant, va tornar al govern després de la Guerra Civil de juny a octubre de 1997 com a Ministre d'Hidrocarburs el 2 de novembre de 1997. Va ser ascendit a la categoria de ministre d'Estat, mentre mantenia la cartera d'hidrocarburs, el 7 de gener de 2005.
En les eleccions parlamentàries de la República del Congo de 2002 Tati Loutard va ser un candidat a la circumscripció de Tchiamba-Nzassi (situat al departament de Kouilou), però va ser derrotat primera ronda per Bernard Mbassi del Reagrupament per la Democràcia i el Progrés Social (RDPS). Tati Loutard participà novament a les eleccions parlamentàries de la República del Congo de 2007, i aquest cop fou elegit diputat a l'Assemblea Nacional com a candidat del MAR a Tchiamba-Nzassi, obtenint l'escó a la primera ronda amb el 52.54% dels vots. El 28 de març de 2008 fou elegit president de l'Associació de Productors de Petroli Africans (APPA) durant el període 2008-2009.
Mentre encara era Ministre d'Estat d'Hidrocarburs, Tati Loutard va ser portat a París per ser tractat per una malaltia no revelada el juny de 2009. Va morir a París el 4 de juliol de 2009 i el govern va anunciar la seva mort "amb profunda tristesa" el 5 de juliol.

### Carrera literària
En 1984 fou escollit, juntament amb els poetes congolesos Tchicaya U Tam'si i Emmanuel Dongala per representar la poesia del seu país al Penguin Book of Modern African Poetry.
Va ser descrit com el poeta destacat de la seva generació. Tati-Loutard va guanyar nombrosos premis pels seus treballs, entre ells el Prix des Lettres African Alioune Diop el 1982 per "Nouvelles chroniques Congolaises" i l'All Africa Okigbo Prize for Poetry el 1987 per "La Tradition du Songe." En 1987 va guanyar el Gran Premi Literari de l'Àfrica Negra per Le Récit de la Mort. També va publicar històries curtes a Chroniques Congolaises el 1974. Les històries discuteixen qüestions com la condició humana, la corrupció, la prostitució, l'atur i els problemes d'immigració. El 1979 va publicar "Nouvelles chroniques Congolaises" en què analitza el trànsit de la societat congolesa després de la independència.

## Obres

### Poesia
- 1968 Poèmes de la Mer
- 1968 Les Racines congolaises
- 1970 L'Envers du Soleil
- 1974 Les Normes du Temps
- 1977 Les Feux de la Planète,
- 1982 Le Dialogue des Plateaux,
- 1985 La Tradition du Songe
- 1992 Le Serpent austral
- 1996 L'Ordre des Phénomènes
- 1998 Le Palmier-lyre
- 1998 (inclosos a) The Penguin Book of Modern African Poetry[17]
- 2007 Oeuvres poétiques, Présence Africaine

### Altres publicacions
- 1976 Anthologie de la littérature congolaise
- 1977 Les Feux de la planète
- 1980 Nouvelles chroniques Congolaises
- 1987 Le Récit de la mort
- 1998 Fantasmagories
- 2003 Nouvelle Anthologie de la littérature congolaise

## Premis
- 1987 Prix pour la poésie Toute l'Afrique Okigbo, per La Tradition du Songe
- 1987 Gran Premi Literari de l'Àfrica Negra per Le Récit de la Mort.[18]
- 1982 Prix des Lettres Africaines Alioune Diop, per Nouvelles Chroniques Congolaises
- 1982 Prix Simba, per la totalitat del a seva obra